# Dytryk I (margrabia Łużyc)
Dytryk I (ur. ok. 990 r., zm. 19 listopada 1034 r.) – margrabia Łużyc Dolnych od 1032 r.

## Życiorys
Dytryk był jedynym synem Dedo I, hrabiego Hosgau oraz Thietbergi z Haldensleben, córki margrabiego Marchii Północnej Dytryka. Po śmierci ojca w 1009 r. otrzymał hrabstwo Hosgau, a po śmierci stryja Fryderyka w 1017 r. także hrabstwo Eilenburga, otrzymał też hrabstwo Brehny, jednocząc tym samym w rękach wszystkie dobra rodu (nazwanego później Wettinami). Wspierał politykę wschodnią cesarza Henryka II, a następnie Konrada II. Uczestniczył w pokoju w Budziszynie. Według Annalisty Saxona w 1030 r. samotnie stawiał czoło królowi Polski Mieszkowi II. W 1032 r. otrzymał od cesarza Marchię Łużycką. Został zamordowany przez ludzi swego szwagra, Ekkeharda II. Po jego śmierci jego dobra zostały podzielone między synów.

## Rodzina
Żoną Dytryka była od 1010 r. Matylda, córka margrabiego Miśni Ekkeharda I. Mieli siedmioro dzieci:
- Fryderyk (zm. 1084), biskup Münsteru,
- Dedo I (zm. 1075), margrabia Łużyc Dolnych,
- Thimo (zm. 1091?), hrabia Wettinu,
- Gero, hrabia Brehny,
- Konrad, hrabia Camburga,
- Riddag,
- Ida, żona księcia Czech Spitygniewa II.